# Стабілізатор (аеронавтика)

Вузли вертикального та горизонтального стабілізатора на лайнері Airbus A380

Стабілізатор літака — це аеродинамічна поверхня, що зазвичай включає одну або кілька рухомих поверхонь керування, яка забезпечує поздовжню (нахил) та курсову (рискання) стійкість і контроль. Стабілізатор може мати фіксовану або регульовану конструкцію, на якій шарнірно закріплені будь-які рухомі поверхні управління, або сам він може бути повністю рухомою поверхнею, такою як стабілізатор. Залежно від контексту «стабілізатор» іноді може описувати лише передню частину загальної поверхні.